# Stelzen und Pieper
Die Stelzen und Pieper (Motacillidae) sind eine Familie in der Ordnung der Sperlingsvögel (Passeriformes), die abgesehen von den Polgebieten weltweit vorkommt.

## Merkmale
Stelzen und Pieper sind kleine bis mittelgroße Singvögel mit schlankem Rumpf und kurzen bis mittellangen, oft zugespitzten Flügeln. Der Schwanz ist mittellang bis lang und schmal. Der Schnabel ist kurz bis mittellang und gerade. Kopf und Hals sind klein bzw. kurz. Die Beine sind mittellang, die Füße relativ groß mit einer langen Kralle an der Hinterzehe. Das Gefieder der Pieper ist in der Regel bräunlich und mit Streifen gemustert, das der Stelzen schwarz-grau-weiß gemustert oder gelblich. Männchen sind oft kräftiger gefärbt als die Weibchen.

## Lebensweise
Stelzen und Pieper bevorzugen offene Landschaften und kommen auf Grasländern, Savannen und in der Tundra vor, einige Arten leben aber auch in mehr baumbestandenen Arealen. Sie ernähren sich von Insekten, Spinnen, kleinen Krebstieren und Schnecken. Am Wasser werden auch kleine Wirbeltiere erbeutet. Die Vögel suchen ihre Nahrung vor allem auf dem Erdboden, fliegen jedoch auch kurz auf, um Insekten im Flug zu erhaschen. Sind Insekten rar, fressen viele Arten auch Samen und Beeren.
Die Vögel sind in der Regel monogam und beide Eltern beteiligen sich an der Brutpflege. Bei einigen der wenigen genauer erforschten Arten wurde jedoch auch Polygamie wie z. B. Polyandrie festgestellt. Das aus Gräsern, Wurzeln und Blättern errichtete Nest ist in den meisten Fällen napfförmig und wird versteckt in einem Strauch oder einem größeren Grasbüschel gebaut oder auf dem Erdboden in einer von den Vögeln selbst gescharrten Vertiefung oder im Hufabdruck eines größeren Säugers. Am Nestbau beteiligen sich bei einigen Arten Männchen und Weibchen, bei anderen nur das Weibchen. Das Gelege besteht aus zwei bis sechs Eiern. Die Brutdauer beträgt bei diesen 11 bis 14 Tage und die Jungvögel verlassen mit einem Alter von 11 bis 14, in seltenen Fällen auch erst nach 17 Tagen das Nest. Danach werden sie noch weitere zwei in Ausnahmefällen auch bis zu acht Wochen lang weiter von den Eltern betreut.

## Gattungen und Arten
Zu den Stelzen und Piepern gehören folgende Arten:
- Gattung Dendronanthus
  - Baumstelze (Dendronanthus indicus)
- Gattung Stelzen (Motacilla) – 12 Arten:
  - Bachstelze (Motacilla alba)
  - Stummelschwanzstelze (Motacilla bocagii, Synonym: Amaurocichla bocagii)
  - Gebirgsstelze (Motacilla cinerea)
  - Japanstelze (Motacilla grandis)
  - Kapstelze (Motacilla capensis)
  - Langschwanzstelze (Motacilla clara)
  - Madagaskarstelze (Motacilla flaviventris)
  - Mamulastelze (Motacilla madaraspatensis)
  - Mekongstelze (Motacilla samveasnae)
  - Schafstelze (Motacilla flava)
  - Witwenstelze (Motacilla aguimp)
  - Zitronenstelze (Motacilla citreola)
- Gattung Tmetothylacus
  - Goldpieper (Tmetothylacus tenellus)
- Gattung Macronyx
  - Rubinkehlpieper (Macronyx ameliae)
  - Panganipieper (Macronyx aurantiigula)
  - Kappieper (Macronyx capensis)
  - Gelbkehlpieper (Macronyx croceus)
  - Goldhalspieper (Macronyx flavicollis)
  - Füllebornpieper (Macronyx fuellebornii)
  - Grimwoodpieper (Macronyx grimwoodi)
  - Zitronenpieper (Macronyx sharpei)
- Gattung Pieper (Anthus) – ca. 40 Arten, z. B.:
  - Brachpieper (Anthus campestris)
  - Rotkehlpieper (Anthus cervinus)
  - Petschorapieper (Anthus gustavi)
  - Nilgiripieper (Anthus nilghiriensis)
  - Strandpieper (Anthus petrosus)
  - Wiesenpieper (Anthus pratensis)
  - Spornpieper (Anthus richardi)
  - Pazifischer Wasserpieper (Anthus rubescens)
  - Bergpieper (Anthus spinoletta)
  - Baumpieper (Anthus trivialis)
  - Burupieper (Anthus ruficollis, Synonym: Madanga ruficollis)

## Belege
1. 1 2 3 4  
David W. Winkler, Shawn M. Billerman, Irby J. Lovette: Bird Families of the World: A Guide to the Spectacular Diversity of Birds. Lynx Edicions, 2015, ISBN 978-84-941892-0-3, S. 521 u. 522.
2. ↑  Waxbills, parrotfinches, munias, whydahs, Olive Warbler, accentors, pipits in der IOC World Bird List v10.2